# Tosca (Parfüm)
Tosca ist ein Parfüm, das 1921 von der Firma Muelhens GmbH & Co.KG entwickelt wurde und heute von der Mäurer & Wirtz GmbH & Co. KG (u. a. 4711) hergestellt und vertrieben wird. Die Zielgruppe des Duftes soll „die Frau ab 50“ sein.

## Die Marke
Die Marke wurde 1994 im Rahmen des Verkaufs der Muelhens GmbH & Co.KG an die Wella AG verkauft, die ihrerseits 2003 von Procter & Gamble übernommen wurde. 2007 verkaufte Procter & Gamble die Marke zusammen mit 4711, Sir Irisch Moos und Extase an Mäurer & Wirtz, woraufhin 2008 auch ein neues Flakon-Design eingeführt wurde. Tosca ist neben 4711 eine der traditionsreichsten Duftmarken in Deutschland. In den 1970er Jahren warb die Marke mit dem Claim: „Mit Tosca kam die Zärtlichkeit“, der später durch „Zeitlose Eleganz“ abgelöst wurde.

## Das Parfüm

### Die Geschichte
Das Toscaparfüm wurde 1921 lanciert und kam somit zur gleichen Zeit auf den Markt wie Chanel Nº 5. Beide verdankten ihre Komposition einer Reihe neu entdeckter Aldehyde, d. h. organischer Verbindungen, die durch Oxidation von Alkoholen entstehen, und beide waren ähnlich erfolgreich. Neben Chanel Nº 5 wurde Tosca das meistverkaufte Parfum der Welt. Der Name gilt als Hommage an die gleichnamige Oper von Giacomo Puccini; der Duft setzt den ersten Akzent zu einem neuen Trend der Phantasiedüfte, die die um 1900 so beliebten Blumendüfte wie Veilchen, Rose u. a. ersetzten. Bis heute hat sich an der hundert Jahre alten Rezeptur nichts verändert.

### Der Duft
- Kopfnote: Bergamotte, Zitrone, Neroli, Orange, Aldehyde
- Herznote: Rose, Jasmin, Maiglöckchen, Ylang-Ylang, Narzisse
- Basisnote: Patchouli, Vanille, Ambra, Labdanum

### Das Design
Der Flakon ist tropfenförmig mit Edelsteinschliff-Optik. Die Kappe und der Schriftzug sind in Gold gehalten.